# Mirëmëngjesi Kosovë
Mirëmëngjesi Kosovë ist ein Fernsehmagazin des Öffentlich-rechtlichen Fernsehsenders Kosovos, das montags bis freitags zwischen 7:00 Uhr und 9:30 Uhr live aus Priština gesendet wird. Es ist eine der 4 erfolgreichsten Sendungen der RTK. Täglich lockt das Morgenmagazin durchschnittlich 92 % aller Zuschauer an sich.

## Rubriken
- LAJME (dt. Nachrichten), nach den ersten Nachrichten um 7:00 Uhr folgen um 8:00 Uhr und 9:00 Uhr weitere Nachrichtenblöcke
- KAFEJA E MËNGJESIT (dt. Morgenkaffee), in dieser Rubrik werden Prominente eingeladen, mit denen die Moderatoren bei einem Kaffee über das private Leben der Prominenten reden.
- VETËM NJË MOMENT (dt. Nur ein Moment), in dieser Rubrik wird ein bestimmtes Thema bzw. eine bestimmte Person ausgewählt, zum jeweiligen Thema wird eine Frage gestellt, die die Zuschauer beantworten sollten.
- ANKETA E JAVËS (dt. Umfrage der Woche), in dieser Rubrik werden Personen auf der Straße nach Problemen in der Politik gefragt.
- SI TË DUKEMI BUKUR (dt. Wie man schön aussieht), in dieser Rubrik werden jeweils donnerstags und bzw. oder freitags Tipps zum Aussehen und zur Kleidung gegeben.
- KUZHINA (dt. Küche), diese Rubrik wird nur donnerstags und/oder freitags ausgestrahlt, hier werden den Zuschauern Gerichte gezeigt, die sie zu Mittag zubereiten könnten.
- SPORTI (dt. Sport), in dieser Rubrik werden die neusten Nachrichten zum Thema Sport verraten.
- LEXIMI I SHTYPIT (dt. Lesen der Zeitung), in der Rubrik wird gezeigt, was man heute in welcher Zeitung lesen kann.

## Moderation
Neben dem Chefredakteur Blerim Haxhiaj moderieren auch Agron Krasniqi, Kestrin Kumnova, Brikena Beqiri, Alketa Gashi, Fitore Rexhepi und Delfina Krasniqi die Sendung jeweils abwechselnd zu zweit.